# Курасов Микола Вікторович
Микола Вікторович Курасов (біл. Мікалай Віктаравіч Курасаў; нар. 14 грудня 1953, Мінськ, Білоруська РСР — пом. 22 жовтня 2015, Суми, Україна) — радянський український футболіст та тренер білоруського походження, виступав на позиції захисника.

## Клубна кар'єра
Футбольну кар'єру розпочав 1972 року в сумському «Фрунзенці». У 1974 році перейшов у чугуївський «Старт». Сезон 1976 року розпочав у новомосковській «Самарі», але по ходу сезону перебрався в павлоградський «Колос». У 1979 році ппідсилив дніпродзержинський «Металург», у футболці якого 1980 року й завершив кар'єру футболіста.

## Кар'єра тренера
Ще будучи гравцем розпочав тренерську діяльність. У 1980—1981 роках поєднував функції гравця з роботою в тренерському штабі дніпродзержинського «Металурга». У 1989 році очолив аматорський клуб «Автомобіліст» (Суми), а в 1991 році після запрошення Михайла Фоменка залишився працювати в тренерському штабі сумського клубу, який згодом змінював назви на СБТС (Суми) та ФК «Суми». У серпні 1995 року призначений головним тренером ФК «Суми», який наступного року змінив назву на «Ахротехсервіс» (Суми). У травні 1996 року пішов у відставку. У 2007 та 2010 роках працював заступником директора спортивної школи «Зміна» (Суми). З 2013 по 2015 рік працював віце-директором сумської «Барси».
Помер 22 жовтня 2015 року у Сумах.